# Fußball in der Vatikanstadt
Die Vatikanstadt verfügt über eine eigene Auswahlmannschaft. Da der Staat jedoch keinen Fußballplatz vorweisen kann, der den FIFA-Normen entspricht, ist die Vatikanstadt weder Mitglied der FIFA noch der UEFA.
Der Vatikan ermittelt den Meister in einer eigenen, aus 16 Mannschaften bestehenden Liga und trägt unterschiedliche Pokalwettbewerbe aus.

## Fußballauswahl der Vatikanstadt

Logo der Auswahl

Die Fußballauswahl besteht hauptsächlich aus Einwohnern Roms und bestreitet nur selten Länderspiele gegen Auswahlteams anderer Länder und dann meist gegen andere Kleinstaaten wie San Marino oder Monaco.

## Vatikanische Liga
1972 gründete Sergio Valcio die vatikanische Fußball-Liga Attività Calcistica Dipendenti Vaticani (ACDV), um etwas für die körperliche Fitness und das Gemeinschaftsgefühl der Vatikan-Mitarbeiter zu tun. Die Mannschaften rekrutieren sich aus den Verwaltungsabteilungen des Vatikans (etwa den Museen, dem Radio oder der Post). Die Spiele der vatikanischen Liga finden im römischen Außenbezirk Primavalle statt, da es im Vatikan keinen Sportplatz gibt. Die Mannschaften der Liga treten auf einem Kleinfeld mit vier Feldspielern und einem Torwart gegeneinander an. Dies ist notwendig, da die Mannschaften nicht genügend Spieler zusammenbekommen. Die Liga findet nicht jedes Jahr statt und der Meister ist nicht für internationale Wettbewerbe qualifiziert.

### Meister
- 1973: Astor Osservatore Romano
- 1974: Fortitudo Governatorato
- 1975–1978: nicht ausgetragen
- 1979: Astor Osservatore Romano
- 1980: nicht ausgetragen
- 1981: Malepeggio Edilizia
- 1982: Hercules Bibliotheca
- 1983: Hermes Musei Vaticani
- 1984: Virtus Vigilanza
- 1985: Teleposte
- 1986: Teleposte
- 1987: Tipografia Osservatore Romano (TOR)
- 1988: Servizi Tecnici
- 1989: Ariete APSA
- 1990: Servizi Economici
- 1991: Dirseco
- 1992–1993: nicht ausgetragen
- 1994: Dirseco
- 1995–2004: nicht ausgetragen
- 2005: Galacticos Musei Vaticani
- 2006: Cirioni
- 2007: Cirioni
- 2008: Associazione S.S. Pietro e Paolo
- 2009: Gendarmeria
- 2010: Dirseco
- 2011: Dirseco
- 2012: Dirseco
- 2013: San Pietro Team
- 2014: San Pietro Team
- 2015: Musei Vaticani
- 2016: Musei Vaticani
- 2017: Santos
- 2018: Rappresentativa Ospedale Pediatrico Bambin Gesù
- 2019: Rappresentativa Ospedale Pediatrico Bambin Gesù
- 2020: abgebrochen
- 2021: nicht ausgetragen
- 2022: Rappresentativa Ospedale Pediatrico Bambin Gesù
- 2023: Rappresentativa Ospedale Pediatrico Bambin Gesù

## Vatikanische Pokalwettbewerbe

### Kleriker-Pokal
Der als Fußballfan bekannte Kardinalstaatssekretär Tarcisio Bertone initiierte den Clericus Cup („Kleriker-Pokal“), der erstmals im Jahr 2007 stattfand. Die Teams setzen sich aus in Rom studierenden Klerikern und Ordensmännern zusammen und sind dementsprechend international geprägt. Die Regeln wurden leicht abgeändert, so gibt es zum Beispiel neben der Roten und Gelben auch eine Blaue Karte, bei deren Vergabe der abgestrafte Spieler fünf Minuten aussetzen muss.

### Coppa Vaticana

#### Pokalsieger
- 1985 Teleposte
- 1986 SS Hermes (Musei Vaticani)
- 1987 Associazione S.S. Pietro e Paolo
- 1988 Servizi Tecnici
- 1989 Teleposte
- 1990 Teleposte
- 1991 Servizi Tecnici
- 1992 Dirseco
- 1993 Dirseco
- 1994 Dirseco
- 1995 Teleposte
- 1996–2006 unbekannt
- 2007 Pantheon
- 2008 SS Hermes (Musei Vaticani)
- 2009 SS Hermes (Musei Vaticani)
- 2010 Dirseco
- 2011 Telefoni SCV
- 2012 Dirseco
- 2013 Fortitudo 2007
- 2014 San Pietro Team
- 2015 Musei Vaticani
- 2016 Santos
- 2017 Rappresentativa OPBG
- 2018 Musei Vaticani
- 2019 Dirseco

### Supercoppa Vaticana

#### Pokalsieger
- 2007 Pantheon
- 2008 SS Hermes (Musei Vaticani)
- 2009 SS Hermes (Musei Vaticani)
- 2010 Dirseco
- 2011 unbekannt
- 2012 Dirseco
- 2013 unbekannt
- 2014 San Pietro Team
- 2015 Santos
- 2016 Musei Vaticani
- 2017 Santos
- 2018 Rappresentativa Ospedale Pediatrico Bambin Gesù
- 2019 Dirseco

### Catholicus Cup

#### Pokalsieger
- 2007 ACDV XI